# Liparis tunicatiformis
Liparis tunicatiformis és una espècie de peix pertanyent a la família dels lipàrids.

## Descripció
- Fa 27,4 cm de llargària màxima.[5][6]

## Hàbitat
És un peix marí, demersal i de clima temperat que viu entre 8 i 33 m de fondària.

## Distribució geogràfica
Es troba al mar del Japó i el sud de l'estret de Kuril.

## Observacions
És inofensiu per als humans.